# Ex collegio dei Gesuiti
L'ex collegio dei Gesuiti (o collegio dei Gesuiti) è un edificio situato nel centro della città di Alcamo (provincia di Trapani).

## Storia
La sua costruzione venne iniziata nel 1652 su progetto di Dazio Agliata, in seguito ad una donazione del sacerdote gesuita Vincenzo Abbati, allo scopo di promuovere la diffusione della fede cristiana. La costruzione del loggiato risale invece al secolo successivo.. 
L'unico documento del progetto originario è stato trovato presso la Biblioteca Nazionale di Parigi: nella planimetria erano previste quattro ali con un cortile interno, la terrazza a copertura del portico da realizzare a piano terra, delimitata dal muretto d’attico. 
Tale progetto non fu mai ultimato interamente. Infatti, solo due delle quattro ali previste vennero realizzate, quelle sul lato nord ed ovest che hanno mantenuto le caratteristiche originarie.
Nel XVIII secolo il Collegio dei Gesuiti venne arricchito con un loggiato: su di esso  era prevista un'altra costruzione, ma anch'essa non venne realizzata.
Il porticato del collegio inizialmente contava quattro archi, oggi però ne rimangono tre, essendo andato distrutto quello che lo collegava alla chiesa del Collegio dei Gesuiti.
L'ultimo lungo restauro durato 7 anni, lo ha riportato al suo ruolo centrale nella vita cittadina: infatti, è diventato sede di rappresentanza del Comune di Alcamo, della Biblioteca Comunale Sebastiano Bagolino (che custodisce rari incunaboli e cinquecentine) e del Museo d'arte contemporanea

## Il Collegio
Il luogo individuato per la costruzione del Collegio, scelto dagli Amministratori Comunali del tempo, era situato sul lato ovest della città, al di fuori della cinta muraria, vicinissimo alla piazza Maggiore (poi piazza Ciullo) in una zona centrale già interessata, fin dal XVI secolo, da nuove costruzioni. 
Era richiesto dalle autorità ecclesiastiche che questi Collegi nascessero nella parte centrale dei centri abitati (in modo che si potesse contare su di un folto numero di potenziali studenti), abbastanza grandi da potere ospitare gli alloggi dei padri Gesuiti e le scuole per gli stessi allievi, possibilmente con un giardino e, preferibilmente, nei pressi di una chiesa e del Duomo, ma anche ad una certa distanza da aree d’influenza di altri Ordini religiosi.
Nel Collegio dei Gesuiti, istituito per la diffusione della fede e della formazione spirituale, trovavano posto sia i futuri gesuiti che i laici, che trovavano qui la guida nel loro cammino di fede.

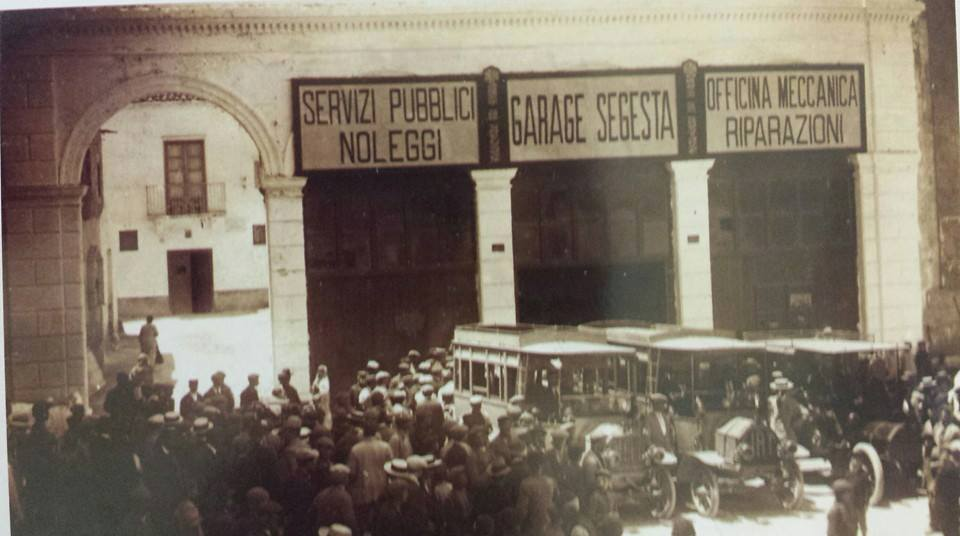
Una foto d'epoca del porticato, che mostra il quarto arco, successivamente distrutto.

## Opere

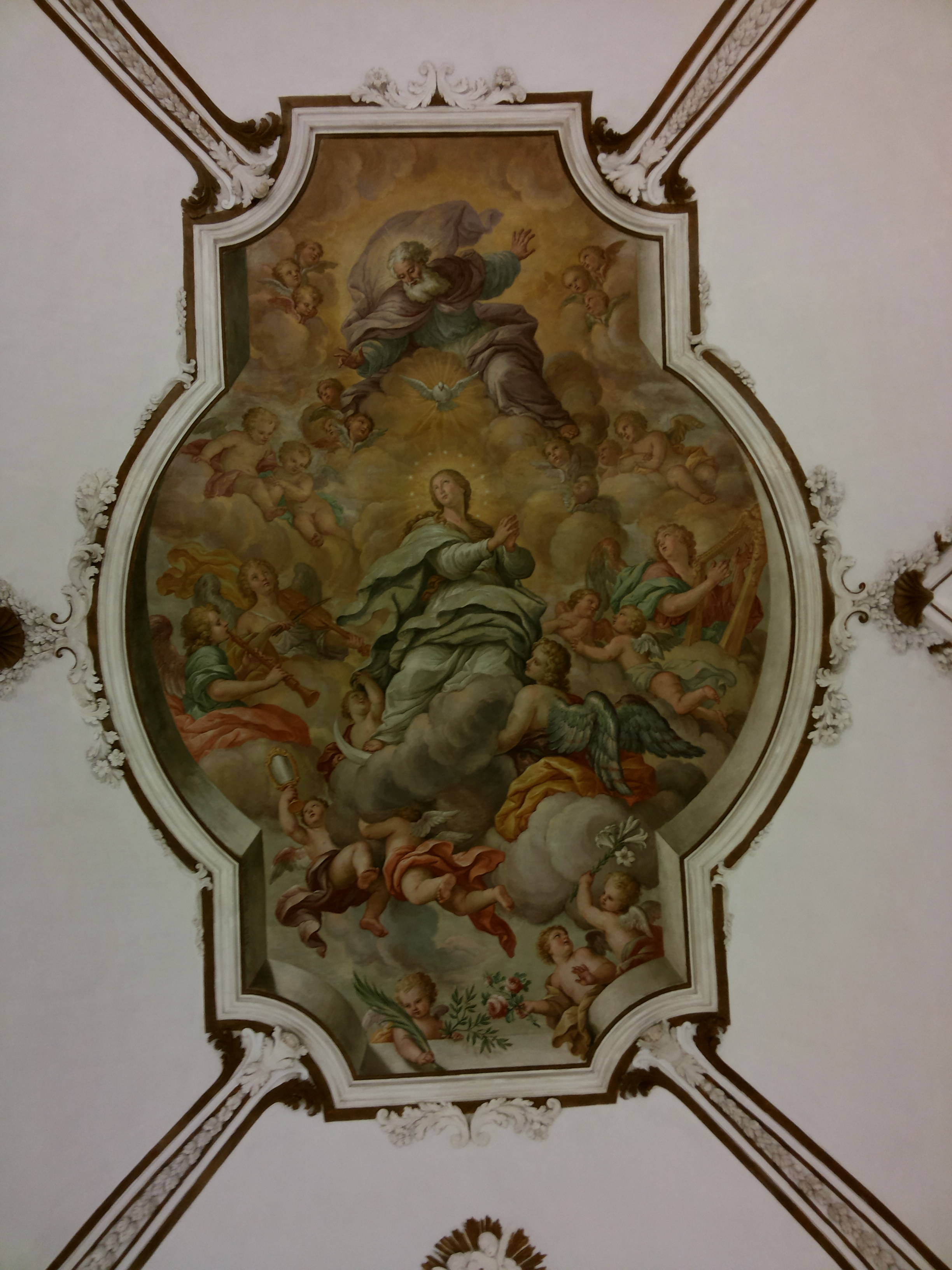
La Gloria dell'Immacolata. Affresco nel soffitto dell'oratorio dell'ex collegio di Domenico la Bruna (1738).

Oltre alle opere esposte all'interno del MACA, nell'oratorio dell'ex collegio dei Gesuiti si trovano alcuni affreschi del XVIII secolo dipinti da Domenico La Bruna, che rappresentano La Gloria dell'Immacolata, Gesù nell'orto dei Getsemani, La Flagellazione di Gesù, Incontro con la Veronica ed altri.